# مزرعة قربان شيرمحمدي
مزرعة قربان شيرمحمدي (بالإنجليزية: Mazraeh-ye Qorban Shir Mohammadi)‏ هي مستوطنة تقع في قسم سلطانعلي الريفي في إيران. يقدر عدد سكانها بـ 455 نسمة .